# Cistanthe umbellata
Espèce
Classification APG III (2009)
Cistanthe umbellata (anciennement Calyptridium umbellatum) est une espèce de plante vivace de la famille des Portulacaceae originaire de l’ouest de l’Amérique du Nord.

## Habitat
La plante est présente à l’ouest des montagnes rocheuses de la Californie jusqu’en Colombie-Britannique. Son extension orientale atteint les états du Montana jusqu’au Colorado. La plante est capable de résister à de nombreux biotopes dont ceux de l’étage alpin. Les anglophones lui donnent par ailleurs le nom de Mount Hood pussypaws en référence au mont Hood, un volcan de la chaîne des Cascades localisé au nord-ouest des États-Unis.

## Description
Les feuilles de la plante, en forme de cuillères de quelques millimètres, partent de la base de la plante et forment des rosettes. L’inflorescence, qui part de la rosette, forme une ombelle sphérique composée de sépales et de quatre petits pétales.